# Cosmoplatidius abare
Cosmoplatidius abare là một loài bọ cánh cứng trong họ Cerambycidae.